# 吉村禎章
吉村 禎章（よしむら さだあき、1963年〈昭和38年〉4月27日 - ）は、奈良県御所市出身の元プロ野球選手（外野手、左投左打）・コーチ・二軍監督、解説者・評論家。読売ジャイアンツ執行役員編成本部長国際担当兼国際部長。
1980年代後半に巨人の主力打者として活躍。プレー中に「交通事故レベル」と言われる大けがを負うも、不屈の精神で復帰を果たし代打の切り札として活躍した。

## 経歴

### プロ入り、全盛期
PL学園高で西川佳明、若井基安らと共に1981年の第53回選抜高等学校野球大会にて優勝を果たす。
この年の11月25日に開催されたドラフト会議にて3巡目で読売ジャイアンツから3位指名を受け、入団。
高い打撃センスと身体能力を武器に2年目の1983年に84試合の出場を果たし、規定打席未到達ながら打率.326の好成績を挙げる。同年に若手選手として活躍した駒田徳広、槙原寛己とともに、彼らの背番号にちなんで50番トリオと呼ばれた。
この年の活躍をきっかけに、翌1984年から右翼手のレギュラーに定着。俊足強肩の選手として将来を嘱望されていた。
1985年、残り1試合を残して出塁率.432であり、同じく残り1試合を残したランディ・バースの.423に9厘差をつけて1位であった。最終戦：阪神タイガースとの直接対決では、バースが本塁打のシーズン記録で王貞治に1本差に迫っていたため、勝負を避けられたことで5打席全て出塁（1安打、4四球）して.42807となった。これに対し、吉村は仮に3打席凡退で交代なら.42857で初のタイトルを獲得できたにもかかわらず、フル出場した結果4打席凡退して.42754となった。そのため、バースが.00053差で逆転し、吉村は最高出塁率のタイトルを逃した。この年からセ・リーグは最多出塁数ではなく最高出塁率で記録・表彰することになっており、出塁率の計算の仕方もこの年から犠飛を分母に入れる計算方法に変わっていたが、これらに馴染みのなかった巨人ベンチは気づいていなかったという（前年までの出塁率の計算方法だと、バースが.430、吉村が.433）。
1986年から背番号が7に変更され、主軸として128試合に出場。打率5位の.312、23本塁打、72打点を記録し、自身初のベストナインに輝いた。
1987年も打率5位の.322、30本塁打、86打点を記録し、2年連続でベストナインに選出された。開幕戦の中日ドラゴンズ戦で杉本正から本塁打を放っている。30本目は10月18日の対広島東洋カープ（後楽園球場）最終戦、4回裏の打席で、ボールカウント2-2の際にスコアボードの表示の2-1と球審：山本文男の手元カウンターの2-2と異なっていたことから、打者吉村、捕手の達川光男にカウント確認したところ捕手の達川よりスコアボードの表示が正しいとのアピールを受け、カウント2-1として白武佳久が次の球を投じてしまったためカウントが確定、プレーが続行され本来あり得ない「2ストライク4ボール」の状態から打ったものであり、この本塁打は後楽園球場の公式戦最後の本塁打でもあった。
1988年3月18日、阪神とのオープン戦で東京ドーム完成後の第1号本塁打を放つ。

### 札幌円山球場での事故
1988年7月6日の対中日戦（札幌市円山球場）では、3回に通算100号本塁打を記録した。ところが、8回に左翼手としての守備で中尾孝義の放った飛球を捕球した際、この回から中堅手としての守備に入った栄村忠広と激突。左膝の4本の靭帯のうち3本が完全に断裂し、さらに神経まで損傷するという、主治医曰く「交通事故レベル」という大けがを負った。この試合は、直前の7回裏に吉村に打席が回れば吉村に守備固めが送られる予定であったという。
長い療養生活を余儀なくされ、それでも後遺症が確実に残るという、あまりにも深刻な負傷であった。

### リハビリ、復帰、代打要員
左膝靭帯断裂は重度の障害者認定を受けるほどの大けがであり、一旦北海道大学病院に入院したが、のちに渡米し、スポーツ医学の権威であるフランク・ジョーブ博士の執刀を受けた。ジョーブに「野球選手でこんな大けがは見たことがない」と言わしめるほどの大けがであったが、2度の手術と神奈川県厚木市の神奈川リハビリテーション病院にて1年以上の苦しいリハビリ生活を経て、最終的には特注品のレガースとシューズを付け、直線であれば100m走を11秒台前半で走れるまでに復活した。リハビリで使用したギプスはジャイアンツの選手寮に飾られている。
1989年9月2日に斎藤雅樹の代打で復帰。川崎憲次郎と対戦し、結果は二ゴロに終わったが、「バッター、斎藤に代わりまして吉村」というアナウンスがかき消されたほどの大歓声に東京ドームが包まれた。
1990年は84試合に出場し、打率.327、14本塁打を記録。9月8日にはチームのリーグ優勝をサヨナラ本塁打で決めるなど印象的な一年となり、この年カムバック賞を受賞。
以降1990年代前半は貴重な打てる外野手として貢献した。
1993年9月30日にはチーム通算4000勝を決めるサヨナラヒットを放つ。
1994年は打率1割台と不振だったが、同年の西武ライオンズとの日本シリーズでは、故障により欠場した落合博満に代わり、第4戦と第5戦は「4番・指名打者」で先発出場。いずれの試合も2安打を放ち、特に第5戦は渡辺久信から本塁打を放つなど、チームの勝利に貢献した。
選手生活の晩年は代打での登場が多かったが、吉村が引退を口にするたび長嶋茂雄監督より引き留められ、「君こそリーダーだ、ベンチにいてくれるだけでいい」と言われたという。1998年には長嶋監督から第16代キャプテンに任命された。同年限りで現役引退を表明。10月3日のシーズン最終戦で引退試合が行われた。

### 引退後
1999年から日本テレビ野球解説者およびスポーツ報知野球評論家を務めた。
2002年に巨人一軍打撃コーチに就任。翌2003年のシーズン終了後に退団。
2004年から日本テレビ野球解説者の復帰およびスポーツニッポン野球評論家を務める。
2006年に巨人二軍監督に就任。シーズン後半、けが人が続出した一軍へ脇谷亮太を1番打者として送り出すなど貢献。
2007年は世代交代を受け坂本勇人など4人のルーキーを優先起用した。
2009年からは一軍野手総合コーチに就任。
2011年からは一軍打撃コーチに就任。開幕前に木村拓也一軍内野守備兼走塁コーチが急逝したため、一塁ベースコーチも担当した。しかし、同年限りで退団。打線の不振の責任をとったとの報道がある一方、複数回に及ぶ女性スキャンダルが辞任の要因とも報じられた。
2012年から日本テレビ野球解説者およびスポーツニッポン野球評論家に復帰。2013年からアール・エフ・ラジオ日本野球解説者も兼務。
2015年、日本代表のU-15代表監督にも就任した。
2017年11月1日より、一軍打撃総合コーチとして巨人に復帰。なお、前述の女性スキャンダルは解決したとの声が出ている。
一軍作戦コーチを経て、2022年より編成業務として編成本部長スカウト担当兼国際部長に就任。また同年に、栗山英樹監督のもとで日本代表の打撃コーチに就任した。
2024年9月10日付で編成本部長スカウト担当兼国際部長から執行役員編成本部長国際担当兼国際部長に人事変更が決定した。

## 選手としての特徴

### 打撃
大けがをする前は強打力と確実性を兼ねそろえた好打者として高い評価を得た。江川卓は「間違いなく将来巨人の4番になって日本の球界に残る成績を収める」とまで言い切り、絶賛した。原辰徳ではなく吉村を4番打者に推す声もあったといわれる。愛甲猛は、デーブ大久保のYouTubeチャンネルに出演時、投手時代にファームの試合で吉村と対戦した時のエピソードを挙げ、「自信を持って投げたスライダーをいとも簡単にレフト線に打ち返され、『とんでもない打者が入ってきた』と思った。」と評した。
復帰後は大けがによって、中長距離打者にとってオーソドックスな軸足（左脚=怪我をした脚）に体重を乗せる打法が不可能になり、リハビリを通じて前脚（右脚）を軸に回転する打法に取り組むことになったが、以後の成績は吉村がその非凡なセンスでそのイレギュラーな打法で中長距離打者として復帰したことを物語っている。その後も、かかとから足をついて歩けないという状態ながら、主に左の代打の切り札として活躍するものの「もし怪我がなかったら」と繰り返し惜しまれる選手である。

### 守備
1986年、1987年と2年連続でベストナインに選出され、若くして巨人の主力選手となった。その一方で、当時から肩の弱さによる送球能力の低さが指摘され、この頃から代走や守備固めが送られることが多くなっていた。
1995年以降は、打撃面こそ打率も2割中盤を記録していたが守備機会が激減し、プロ入り初の一桁での出場に終わる。1996年の外野での出場10試合が最高で、1997年は一桁での出場に終わり、引退年となる1998年は、プロ入り初の外野手での出場なしで引退した（一塁手として2試合に出場）。

## 人物
現役時代の愛称は「ポチ」。
サッカー日本代表の岩淵功は義父にあたる。また、中学時代の担任はのちにラジオ関西のアナウンサーとなる岩崎和夫だった。

## 詳細情報

### 年度別打撃成績
| 年 度      | 球 団      | 試 合 | 打 席 | 打 数 | 得 点 | 安 打 | 二 塁 打 | 三 塁 打 | 本 塁 打 | 塁 打 | 打 点 | 盗 塁 | 盗 塁 死 | 犠 打 | 犠 飛 | 四 球 | 敬 遠 | 死 球 | 三 振 | 併 殺 打 | 打 率 | 出 塁 率 | 長 打 率 | O P S |
| ---------- | ---------- | ----- | ----- | ----- | ----- | ----- | -------- | -------- | -------- | ----- | ----- | ----- | -------- | ----- | ----- | ----- | ----- | ----- | ----- | -------- | ----- | -------- | -------- | ----- |
| 1982       | 巨人       | 4     | 3     | 3     | 0     | 0     | 0        | 0        | 0        | 0     | 0     | 0     | 0        | 0     | 0     | 0     | 0     | 0     | 1     | 0        | .000  | .000     | .000     | .000  |
| 1983       | 巨人       | 84    | 104   | 95    | 26    | 31    | 1        | 4        | 5        | 55    | 11    | 3     | 0        | 1     | 0     | 8     | 1     | 0     | 11    | 1        | .326  | .379     | .579     | .958  |
| 1984       | 巨人       | 115   | 298   | 260   | 56    | 89    | 26       | 3        | 13       | 160   | 34    | 8     | 8        | 4     | 1     | 29    | 1     | 4     | 30    | 0        | .342  | .415     | .615     | 1.030 |
| 1985       | 巨人       | 120   | 418   | 344   | 57    | 113   | 19       | 1        | 16       | 182   | 56    | 8     | 6        | 4     | 6     | 59    | 3     | 5     | 36    | 4        | .328  | .428     | .529     | .957  |
| 1986       | 巨人       | 128   | 534   | 474   | 84    | 148   | 25       | 6        | 23       | 254   | 72    | 10    | 4        | 7     | 5     | 41    | 3     | 7     | 68    | 8        | .312  | .372     | .536     | .908  |
| 1987       | 巨人       | 127   | 464   | 428   | 76    | 138   | 21       | 2        | 30       | 253   | 86    | 5     | 1        | 8     | 3     | 24    | 3     | 1     | 62    | 9        | .322  | .357     | .591     | .949  |
| 1988       | 巨人       | 65    | 256   | 222   | 33    | 67    | 12       | 1        | 13       | 120   | 39    | 4     | 0        | 1     | 5     | 26    | 1     | 2     | 23    | 3        | .302  | .373     | .541     | .913  |
| 1989       | 巨人       | 17    | 31    | 28    | 0     | 5     | 0        | 0        | 0        | 5     | 4     | 0     | 0        | 0     | 1     | 2     | 0     | 0     | 3     | 0        | .179  | .226     | .179     | .404  |
| 1990       | 巨人       | 84    | 241   | 208   | 26    | 68    | 11       | 0        | 14       | 121   | 45    | 0     | 0        | 0     | 1     | 29    | 6     | 3     | 25    | 4        | .327  | .415     | .582     | .997  |
| 1991       | 巨人       | 93    | 271   | 242   | 25    | 55    | 6        | 0        | 10       | 91    | 42    | 0     | 1        | 0     | 1     | 27    | 2     | 1     | 31    | 6        | .227  | .306     | .376     | .682  |
| 1992       | 巨人       | 91    | 248   | 224   | 25    | 71    | 10       | 0        | 6        | 99    | 32    | 1     | 0        | 0     | 2     | 20    | 2     | 2     | 22    | 5        | .317  | .375     | .442     | .817  |
| 1993       | 巨人       | 94    | 351   | 311   | 26    | 84    | 14       | 1        | 8        | 124   | 43    | 0     | 1        | 1     | 6     | 28    | 1     | 5     | 46    | 6        | .270  | .334     | .399     | .733  |
| 1994       | 巨人       | 81    | 174   | 160   | 14    | 28    | 6        | 0        | 3        | 43    | 23    | 0     | 0        | 0     | 0     | 14    | 0     | 0     | 20    | 9        | .175  | .241     | .269     | .510  |
| 1995       | 巨人       | 53    | 75    | 66    | 5     | 19    | 2        | 0        | 4        | 33    | 13    | 1     | 0        | 0     | 0     | 9     | 1     | 0     | 8     | 4        | .288  | .373     | .500     | .873  |
| 1996       | 巨人       | 53    | 65    | 61    | 2     | 15    | 0        | 0        | 2        | 21    | 11    | 0     | 1        | 0     | 1     | 3     | 0     | 0     | 9     | 1        | .246  | .277     | .344     | .621  |
| 1997       | 巨人       | 69    | 69    | 62    | 2     | 16    | 6        | 0        | 1        | 25    | 14    | 0     | 0        | 0     | 3     | 4     | 1     | 0     | 11    | 3        | .258  | .290     | .403     | .693  |
| 1998       | 巨人       | 71    | 76    | 65    | 2     | 17    | 2        | 0        | 1        | 22    | 10    | 0     | 0        | 0     | 0     | 11    | 2     | 0     | 12    | 1        | .262  | .368     | .338     | .707  |
| 通算：17年 | 通算：17年 | 1349  | 3678  | 3253  | 459   | 964   | 161      | 18       | 149      | 1608  | 535   | 40    | 22       | 26    | 35    | 334   | 27    | 30    | 418   | 64       | .296  | .364     | .494     | .858  |

### 表彰
- ベストナイン：2回（外野手部門：1986年、1987年）
- 月間MVP：2回（1987年9月、野手部門：1990年9月）
- JA全農Go・Go賞：1回（好走塁賞：1993年4月）
- カムバック賞（1990年）
- オールスターゲームMVP：1回（1986年第3戦）
- 東京ドームMVP：2回（1985年、1990年）
- ヤナセ・ジャイアンツMVP賞：1回（1986年）

### 記録
初記録
- 初出場・初打席：1982年7月20日、対広島東洋カープ19回戦（後楽園球場）、3回裏に加藤初の代打で出場
- 初安打：1983年4月15日、対阪神タイガース1回戦（阪神甲子園球場）、7回表に新浦壽夫の代打で出場、小林繁から
- 初先発出場：1983年4月17日、対阪神タイガース3回戦（阪神甲子園球場）、「1番・右翼手」で先発出場
- 初本塁打・初打点：1983年6月29日、対阪神タイガース13回戦（後楽園球場）、8回裏に浜田知明から3ラン

節目の記録
- 100本塁打：1988年7月6日、対中日ドラゴンズ15回戦（札幌市円山球場）、3回裏に米村明からソロ ※史上153人目
- 1000試合出場：1993年8月10日、対ヤクルトスワローズ19回戦（東京ドーム）、「3番・左翼手」として先発出場 ※史上312人目

その他の記録
- オールスターゲーム出場：4回（1986年、1987年、1991年、1993年）

### 背番号
- 55（1982年 - 1985年）
- 7（1986年 - 1998年）
- 87（2002年 - 2003年、2018年 - 2021年）
- 77（2006年 - 2011年）

## 関連情報

### CM出演
- 鐘紡「BIGTIME」（1987年頃）

### 書籍
- 『打撃の天才児・吉村禎章 才能を練習で開花させた男（熱球文庫シリーズ）』（国松彰〈著〉、恒文社、1984年10月、ISBN 978-4770405876）
- 『不屈の男 吉村禎章』（東京読売巨人軍・巨人軍選手会〈編著〉、ベースボール・マガジン社、1998年12月、ISBN 978-4583035635）
- 『PL学園OBはなぜプロ野球で成功するのか?』（橋本清〈著〉、ぴあ、2009年3月、橋本清が第7章で吉村を取材、ISBN 978-4835617282）

### ビデオ
- 『奇跡の背番号7 吉村禎章 再起不能からの復活物語』（バップ、1999年3月、VHS）